# Iwate (bourg)
Iwate (岩手町, Iwate-machi) est un bourg du district d'Iwate, situé dans la préfecture d'Iwate, au Japon.

## Géographie

### Démographie
Au 1er octobre 2013, la population d'Iwate s'élevait à 14 128 habitants répartis sur une superficie de 39,2 km2.

## Transport
Iwate est desservie par la ligne Shinkansen Tōhoku à la gare d'Iwate-Numakunai.